# Верхота, Фил
Филли́п Джо́н Верхо́та (англ. Phillip John Verchota; род. 28 декабря 1956, Дулут) — бывший американский хоккеист, игравший на позиции левого нападающего. Олимпийский чемпион-1980 в Лейк-Плэсиде в составе сборной США.

## Биография

### Клубная карьера
На драфте НХЛ 1976 года  был выбран во 5-м раунде под общим 75-м номером клубом «Миннесота Норт Старз». На студенческом уровне в течение четырёх сезонов Верхота играл за команду «Миннесота Голден Гоферс», представляющую Миннесотский университет. 
Верхота никогда не играл в НХЛ и в 1980 году переехал в Финляндию, где в течение одного сезона играл за местный «Йокерит».

### Карьера в сборной
В составе сборной США играл на ЧМ-1979, ЧМ-1981, ОИ-1980 и ОИ-1984. 
Верхота стал одним из главных творцов успеха сборной США на Играх 1980 года; его шайба в заключительном матче со сборной Финляндии позволила сравнять счёт, а затем одержать победу со счётом 4:2 и помогла завоевать американцам золотые медали.